# Antonio Blasevich
Ante Toni Blažević, conosciuto con il nome italianizzato Antonio Blasevich (Spalato, 18 agosto 1902 – Trieste, 24 agosto 1972) è stato un calciatore e allenatore di calcio jugoslavo naturalizzato italiano, di ruolo centrocampista.

## Biografia
Durante la sua permanenza in Italia riuscì ad ottenere la cittadinanza italiana per la quale, nel 1945, fu incarcerato dai partigiani nel carcere di Lepoglava dove rimase per ben quattro anni.

## Caratteristiche tecniche
Giocava come mezzala, dotato di un ottimo colpo di testa era anche in grado di fornire passaggi molto precisi. Era considerato uno dei migliori giocatori dalmati dell'epoca.

## Carriera

### Giocatore
In gioventù giocò nelle squadre di Spalato, il Jug (fino a marzo 1921) e l'Hajduk Spalato (fino a marzo 1922); ottenuta la cittadinanza italiana nel 1922, nella primavera dello stesso anno approdò alla Triestina, con la quale debuttò il 2 aprile 1922 in Triestina-Edera Trieste 4-2 valida per il primo turno della Coppa Italia; tuttavia, la FIGC scoprì l'irregolarità del suo tesseramento e assegnò la sconfitta a tavolino alla sua squadra proibendogli di giocare incontri ufficiali finché non avesse ottenuto il nullaosta dalla Federazione jugoslava. Giocò in Prima e Seconda Divisione con la Triestina per sette stagioni dal 1921-1922 al 1927-1928.
Viene ceduto all'Ambrosiana nella stagione 1928-1929. In nerazzurro rimase tre anni, disputando campionati di alto livello. Nella stagione 1929-1930, segnando 14 gol su 32 presenze, diede un contributo fondamentale alla vittoria del terzo scudetto meneghino. Lasciò la squadra nel 1931, dopo aver collezionato 96 presenze e 41 gol. È stato il primo calciatore nerazzurro a segnare in una coppa europea: si trattava della partita contro la squadra ungherese dell'Újpest (la partita finì 4-2 per l'Ambrosiana), valida per la Coppa dell'Europa Centrale. Era in campo il 24 marzo 1929 quando, battendo il Milan per 3-2, la sua Ambrosiana vinse il "Trofeo Lombardi e Macchi".
In seguito giocò nel Palermo, contribuendo a una promozione in Serie A e a tre salvezze consecutive da parte della squadra siciliana. Concluse la sua carriera ad alto livello nel Napoli con un campionato in cui la squadra partenopea si piazzò all'8º posto in Serie A per tornare poi in Dalmazia, dove fu prima giocatore-allenatore per l'Hajduk Spalato militante nel državno prvenstvo 1936-1937, poi del Dalmazia, squadra dell'exclave italiana di Zara.

### Allenatore
Nel 1936-1937 ricopre il ruolo di giocatore-allenatore dell'Hajduk Spalato per poi lasciare la panchina dei Bili al leggendario Luka Kaliterna.
Nella stagione 1950-1951 di Serie A allena la squadra del Padova per cinque giornate. Debutta nella partita Bologna-Padova (2-2) del 15 ottobre 1950 e siede per l'ultima volta sulla panchina padovana nella partita Palermo-Padova (3-1) del 12 dicembre 1950. Il suo posto verrà poi preso da Giovanni Ferrari.

## Palmarès

### Giocatore
- Campionato italiano: 1

Ambrosiana: 1929-1930
- Campionato italiano di Serie B: 1

Palermo: 1931-1932